# Przemysław Kaźmierczak
Przemysław Tadeusz Kaźmierczak (5 de Maio de 1982) é um jogador de futebol da Polônia que joga habitualmente a médio defensivo ou a médio centro.
Em 2006 chegou ao futebol português para representar o Boavista, por empréstimo do Pogoń Szczecin. As suas exibições despertaram o interesse do Porto que o contratou na época seguinte. Em 2008 foi emprestado ao Derby County, do Campeonato Inglês de Futebol.
No início da época 2009/2010 voltou ao futebol português, desta vez, para representar o Vitória de Setúbal, após rescisão com o Porto.

## Títulos
FC Porto
- Campeonato Português (1): 2007/2008

 Śląsk Wrocław
- Campeonato Polonês (1): 2011/12
- Supercopa da Polônia (1): 2012